# José de Melo Manuel
José de Melo Manuel (Portugal) foi um militar e administrador colonial português.

## Biografia
Nasceu em Portugal, filho de Francisco de Melo Manuel, descendente da família dos Condes de Atalaia.
José obteve foro de Moço Fidalgo em 17 de abril de 1724.
Foi governador da Capitania de Santa Catarina, de 25 de outubro de 1753 até 7 de março de 1762.
Em seu mandato cumpriu a ordem de expulsar os jesuítas da Ilha de Santa Catarina; Recebeu a última leva de imigrantes açorianos em 1756; Tornou obrigatório o plantio de algodão na Ilha de Santa Catarina; Lançou a pedra fundamental da Igreja Matriz de Nossa Senhora do Desterro e iniciou a construção da Capela do Menino Deus.
Por ter se desentendido com o Conde de Bobadela e o Marquês do Lavradio, Vice-rei do Brasil que atuava no Rio de Janeiro, José foi exonerado do cargo e foi preso no Rio de Janeiro.